# XCH-62 (航空機)
XCH-62 HLH
ボーイング・バートル XCH-62
- 用途：クレーン・ヘリコプター
- 製造者：ボーイング・バートル
- 生産数：1機（未完成）
- 運用状況：試作のみ

ボーイング・バートル XCH-62（Boeing Vertol XCH-62、社内名称モデル 301）は、アメリカ合衆国のボーイング・バートル社で設計された3発ターボシャフトエンジンの輸送ヘリコプターである。1971年に開発計画が承認され、1974年にキャンセルされるまで1機のみが製作された。アメリカ航空宇宙局（NASA）の企画により開発計画は一旦復活したが、1983年に頓挫した。

## 設計と開発
CH-47 チヌークは米国の標準からすると大型のヘリコプターであったが、そのペイロード 28,000 lbという値はソビエト連邦のミル Mi-26 (44,000 lb)や実験機のミル Mi-12 (55,000-88,000lb)といった巨大クレーン・ヘリコプターの前では色あせたものであり、ボーイング社とアメリカ軍部はミル製大型ヘリコプターに匹敵あるいは凌駕する機体を持つことを切望していた。
1960年代終わりにボーイング社はCH-46 シーナイト、CH-47 チヌークと広範囲な類似点を持つが、寸法的にはチヌークの約2倍の大きさの機体の設計を案出した。提案された機体には輸送機型の"モデル 227"とクレーン機型の"モデル 237"があった。
1973年に「重クレーン・ヘリコプター」（"Heavy Lift Helicopter：HLH"）の試作機として陸軍からの契約を受注するとボーイング社は、ローター直径28  m (92 ft)、胴体長27.2 m (89 feet 3 inches)、全長49.5 m (162 feet 3 inches)の特大サイズのクレーン・ヘリコプター"XCH-62"の製作に移った。降着装置の間は大きく空間がとられていたために装甲車両のような大重量貨物の上に跨ることができ、その細い胴体内に12名の兵員も搭乗させることができた。ボーイング社は民間向けに"モデル 301"を販売することも考えていた。この機体は、吸収馬力17,700 shp.のギアボックスに繋がった出力8,079 shpのアリソン XT701-700 ターボシャフトエンジンを3基搭載していた。
XCH-62の試作機は1976年に計画された初飛行を目指して1975年に先行組み立てを開始された。リム部の曲げ効果（the effect of rim bending）を考慮しない分析手法を採用したためテスト中に主トランスミッションのベベルギアに不具合を生じた。これを受けて強化された新しいベベルギアが設計されて取り付けられた。ギアにかかる荷重をより正確に予測するために広範囲な有限要素法が開発された。米陸軍のXCH-62 HLHの後部ローターに使用するトランスミッションは最終的に最大設計値のトルクと速度でのテストを終了したが、アメリカ合衆国議会は1975年8月にこの計画の予算を削除した。ミル Mi-26の設計者達は同様の問題を回避するために主ローターのトランスミッションにスプリットトルク方式を採用していた。
XCH-62の未完成の試作機(73-22012)はアラバマ州、フォート・ラッカー基地内のアメリカ陸軍航空博物館に仕舞い込まれたが、1980年代半ばに米陸軍、アメリカ航空宇宙局（NASA）、国防高等研究計画局（DARPA）が共同して実験飛行を実施するために半完成状態の機体を完成させるために保管所から引っ張り出してきた。しかし米議会が予算を削減したためにこれは実現しなかった。
西側諸国で製作された中で最大のヘリコプターであるXCH-62の試作機は、2005年に廃棄処分にされるまでアメリカ陸軍航空博物館で展示され、2008年に数点の部品が展示用にイギリスのウェストン・スーパー・メアにあるウェストン・ヘリコプター博物館へ送られた。

## 要目

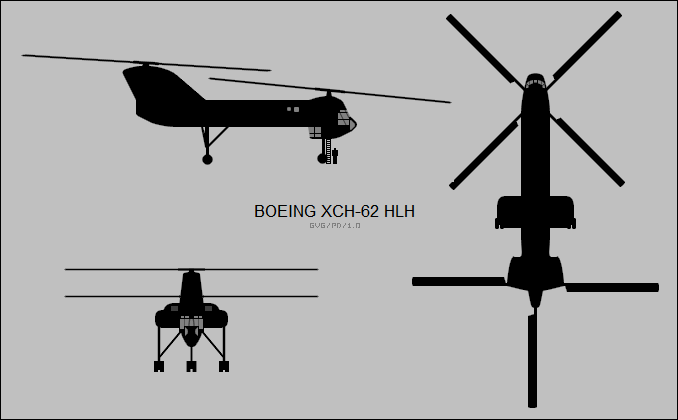
三面図

(XCH-62A) Data from America's heavy lift helicopter
- 乗員：
- 搭載量：
- 全長：26.59 m (87 ft 3 in)（胴体全長）
- 全高：9.83 m (32 ft 3 in)（パイロン頂部まで）
- 主ローター直径：28.04 m (92 ft 0 in)
- 主ローター旋回面積：1,232 m2 (13,260 sq ft)
- 回転翼荷重：
- 空虚重量：27,025 kg (59,580 lb)
- 全備重量：53,524 kg (118,000 lb)
- 馬力重量比：
- エンジン：3 × アリソン T701-AD-700 ターボシャフトエンジン、8,080 hp (6,030 kW)
- 最高速度：269 km/h (145 kn, 167 mph)　外部搭載物有り
- 戦闘航続距離：2,800 km (1,500 nmi, 1,700 mi)